# カール・ルートヴィヒ・ハラー
カール・ルートヴィヒ・フォン・ハラー（ドイツ語: Karl Ludwig von Haller、1768年8月1日-1854年5月20日）は、スイスの政治学者・外交官。
生家はカルヴァン派の貴族で、祖父は生理学者アルブレヒト・フォン・ハラーで父ゴットリーブ・エマニュエルは歴史家。本人も1785年に外交官となるも、1798年にフランス革命軍の侵入から逃れる格好で南ドイツに亡命。アウクスブルク、ニュルンベルク、ヴァイマル、ウィーンと転々としつつ反革命著述の傍ら政治学説の研究に努め、1806年にベルンへ帰還。翌1807年にベルン・アカデミー教授に任じられて憲法や国家史・簿記を講じ、ゲッティンゲン科学アカデミー客員にもなる。
その後ベルン市議会議員の傍ら主著となる『国家学の復興――あるいは人工的市民国家の幻想と対比される自然社会国家の理論』の執筆に取り掛かるも、カルヴァン派からカトリックへの改宗をめぐる言動が批判されて1820年にパリへ転居。ここでド・ボナールやド・ラムネーの知遇を得、過激王党の代弁者として国家を封建領主の私的な世襲財産とする家産国家論を展開。封建秩序の維持を唱えた。
1824年にはフランス外務省から外交官に任じられ1830年5月に国立古文書学校教授となるも、七月革命で過激王党の後ろ盾だったシャルル10世が追われるとハラーもスイスに再度戻り、ゾロトゥルンに隠遁して著述を続けながら余生を過ごした。
ハラーの思想はウィーン会議以後のフランス革命体制の清算の中で反動主義の拠り所となり、またプロイセンのゲルラッハ兄弟が拠り所としたことでプロイセン国王→ドイツ皇帝の議会に対する留保など君権擁護の背景となった。